# 全国復興庁

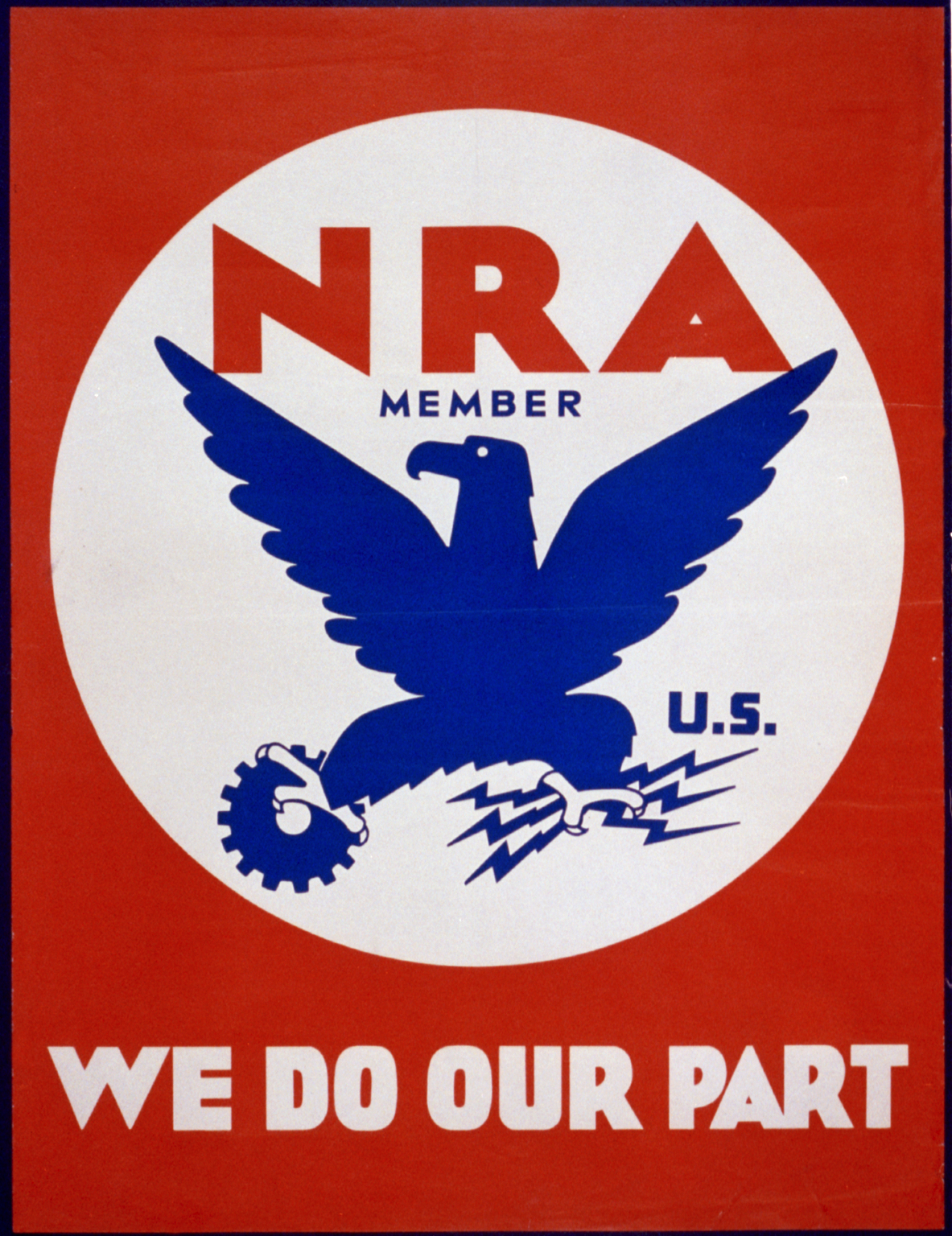
全国復興庁のシンボルマーク

全国復興庁（ぜんこくふっこうちょう、National Recovery Administration、NRA）は、全国産業復興法に基づき1933年に設立されたアメリカ合衆国の行政機関である。2年後の1935年に廃止された。
初代長官を務めたヒュー・サミュエル・ジョンソンは、1933年にタイムのマン・オブ・ザ・イヤーに選ばれている。